# The Tibetan Book of the Dead
Tibetan Book of the Dead is een Amerikaanse documentairefilm uit 1994 over het Tibetaans dodenboek, een Tibetaans boeddhistische verzameling geschriften dat in Tibet bekend is onder de titel De Natuurlijke Bevrijding door op de Vreedzame en Toornige Boeddha-vormen te Mediteren.
Dalai lama Tenzin Gyatso krijgt het woord om zijn gezichtspunt en het belang van het dodenboek uit te leggen.

## Verhaal
Volgens het Tibetaanse geloof komt iemand na zijn overlijden terecht in een bardo van 49 dagen, ofwel overgangsfase die nodig is om uiteindelijk weer opnieuw geboren te kunnen worden. Het Tibetaans dodenboek is de gids voor die tussenliggende periode.
De serie bestaat uit twee delen, waarvan het eerste deel opgenomen is gedurende een periode van vier maanden in India en Europa. Deel 1 heet A Way of Life (Een manier van leven) en deel 2 heet The Great Liberation (De grote bevrijding).
Deel 2 gaat gedetailleerd in op de leer van compassie en waarheid die levendig en tot in detail worden uitgelegd. De film bevat bijzonder filmmateriaal van rites die een oudere en jonge monnik uitvoeren bij een zojuist overleden boeddhist uit Ladakh. Op straat worden mensen geïnterviewd die, anders dan Westerlingen, de dood accepteren en heel anders beleven.

## Rolverdeling
| Acteur        | Personage |
| ------------- | --------- |
| Leonard Cohen | verteller |
| Dalai lama    | zichzelf  |
| Ram Dass      | zichzelf  |